# (158623) Perali
(158623) Perali est un astéroïde de la ceinture principale.

## Description
(158623) Perali est un astéroïde de la ceinture principale. Il fut découvert le 24 janvier 2003 à La Silla par Andrea Boattini et Hans Scholl. Il présente une orbite caractérisée par un demi-grand axe de 2,30 UA, une excentricité de 0,13 et une inclinaison de 6,6° par rapport à l'écliptique.

## Compléments